# Francesc Vayreda i Casabó
Francesc Vayreda i Casabò (Olot, 19 de maig de 1888— 1929) fou un pintor català.
Era fill de Joaquim Vayreda i Vila, que li va fer de pare i de mestre i de Mercè Casabó i Puig de la Bellacasa tots dos naturals d'Olot. Va iniciar l'aprenentatge formal a l'Escola de Belles Arts d'Olot, llavors dirigida per Josep Berga i Boada. Posteriorment es traslladaria a Barcelona a estudiar a l'Acadèmia Galí, i faria una estada a París per complimentar la seva formació i on rebria influència de mestres impressionistes com Cézanne. Com a artista, va exposar diverses vegades a la Sala Parés.